# Jacques Specx

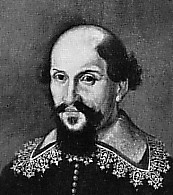
Jacques Specx.

Jacques Specx, né en 1585 à Dordrecht et mort le 22 juillet 1652 à Amsterdam, est un marchand néerlandais, pionnier des relations commerciales avec le Japon et la Corée,, surnommé Kōmō (紅毛, littéralement « Cheveux rouges ») par les Japonais. 
Cofondateur et premier directeur du comptoir de la Compagnie néerlandaise des Indes orientales à Hirado en 1609, il est gouverneur par intérim des Indes orientales néerlandaises (actuelle Indonésie) de 1629 à 1632. 

## Biographie

### Débuts au Japon (1600-1605)
Il arrive au Japon en 1600 lors du naufrage du vaisseau Liefde (« Amour »), sur lequel il se trouve. 
En 1605, deux des naufragés sont envoyés  par le shogun Ieyasu Tokugawa à Patani (en Malaisie) afin d'inviter les marchands néerlandais à venir commercer au Japon. Cependant, le directeur du poste commercial de Patani refuse, affirmant qu'il avait déjà trop à faire pour limiter l'influence du Portugal en Asie du Sud-Est.
C'est à cette époque qu'est créée, en 1602, la Compagnie néerlandaise des Indes orientales (Vereenigde Oostindische Compagnie, VOC), qui dispose aux Provinces-Unies d'un monopole du commerce avec les « Indes », c'est-à-dire l'Asie à partir de l'Inde et l'océan Indien). 

### Le comptoir de Hirado

#### Fondation (1609)
En 1609, Jacques Specx est officier dans une flotte de onze navires partis  de Texel sous le commandement de Pierre Guillaume Verhuff. 
Après leur arrivée à Banten (en Indonésie), deux d'entre eux sont envoyés sous le commandement de Specx au Japon pour établir la première liaison commerciale entre ce pays et les Provinces-Unies.
Ces deux navires, le Griffioen (le « griffon », 19 canons) et le Roode Leeuw met Pijlen (le « Lion rouge armé de flèches », 400 tonnes, 26 canons), parviennent au Japon le 2 juillet 1609.
La composition exacte de la délégation n'est pas connue avec certitude, mais on sait que Van den Broeck et Puyck se sont rendus à la cour du shogun, et que l'interprète était Melchior van Santvoort, arrivé quelques années plus tôt à bord du Liefde et établi à Nagasaki comme commerçant.
En septembre 1609, les officiers néerlandais décident de louer une maison sur l'île de Hirado, à l'extrémité occidentale de l'île de Kyushu, la plus occidentale de l'archipel. C'est le premier comptoir de la VOC au Japon dont Specx devient directeur (opperhoofd).

#### 1609-1621
William Adams l'aide à obtenir davantage de droits commerciaux de la part du shogun[pas clair] Ieyasu Tokugawa, qui, par la suite, le shogun autorise tous les Néerlandais à accéder à tous les ports japonais, par un acte scellé de son sceau rouge.
En 1610, Specx envoie un navire en Corée.
Specx reste à Hirado jusqu'en 1621. Il assiste aux débuts dans la compagnie de François Caron, qui arrive là en 1619.

### Les années 1621-1652
En 1629, Specx devient gouverneur des Indes néerlandaises (actuelle Indonésie) à Batavia, mais sa fille Saartje est impliquée dans un scandale, ce qui nuit à sa carrière. 
De retour aux Pays-Bas, il devient collectionneur d'art, notamment de peinture, acquérant cinq toiles de son compatriote Rembrandt.